# Chesterfield Football Club
Il Chesterfield Football Club è una società calcistica inglese con sede a Chesterfield, fondata nel 1866. Milita nella League Two, la quarta divisione del campionato inglese di calcio.
Pur essendo la quarta squadra più antica del calcio inglese, ha trascorso la maggior parte della sua esistenza nelle categorie inferiori.
Nel 1997 ha raggiunto la semifinale di FA Cup: il Chesterfield è stato il primo club non appartenente alle prime due categorie del calcio inglese a raggiungere questo risultato.

## Storia
Il Chesterfield ha trascorso la sua intera storia nelle serie inferiori, senza mai raggiungere la massima serie.
Il primo documento ufficiale è stato un avviso su un giornale locale messo da parte dei membri del Chesterfield Cricket Club il 19 ottobre 1867. La squadra è stata ammessa per la prima volta in un campionato nel 1899 (la Second Division) ed ha assunto questo nome dal 24 aprile 1919.
Per colmare il vuoto lasciato calcistico nella città, infatti, il comune di Chesterfield formò un nuovo club nell'aprile 1919 chiamandolo Chesterfield Municipal F.C.. Il nuovo club fece passi da gigante nella sua prima stagione, vincendo la Midland League. Tuttavia, la Football Association e la Football League aveva già chiarito la loro opposizione all'esistenza club a conduzione politica: la società fu quindi costretta a tagliare i suoi legami con il comune e diventare indipendenti: la cosa ebbe riflessi sul nume che fu cambiato in Chesterfield FC nel dicembre 1920.
Nel 1921-22, Chesterfield Football Club divenne un membro fondatore della nuova divisione Nord Football Third League. Dopo l'arrivo del nuovo manager Ted Davison nel 1926 e del presidente Harold Shentall nel 1928, il club vinse il titolo di Third Division North nella stagione 1930-1931, battendo 8-1 il Gateshead nell'ultimo turno e venne promosso nella Second Division. Retrocessero nel 1933, ma riuscirono a vincere nuovamente la Third Division North nel 1936.
Dopo la guerra il club ottenne il suo miglior piazzamento, il quarto posto in Second Division del 1946-47; Nel 1961 il Chesterfield venne retrocesso in Fourth Division per la prima volta.
Il Chesterfield trascorse otto stagioni in Fourth Division, guadagnandosi la promozione nel 1969-70 sotto la guida del Jimmy McGuigan. Nel 1981 vinse la Coppa anglo-scozzese. Il club retrocesse nel 1983-84, ma vinse il titolo di Fourth Division nella stagione successiva. Le difficoltà finanziarie costrinsero alla vendita del club e del relativo campo di allenamento nel 1985. Retrocesse in seguito nel 1988-89; il Chesterfield raggiunse i play-off un anno più tardi, ma vennero battuti dal Cambridge United nella finale play-off. L'arrivo di John Duncan come manager nel 1993 portarono nella stagione 1994-1995 alla vittoria nei play-off contro Mansfield Town e Bury, con conseguente promozione in Second Division.
La stagione 1996-97 vide il Chesterfield battere sei squadre tra cui alcune di Premier League come il Nottingham Forest, consentendogli di raggiungere la semifinale di FA Cup per la prima volta. La semi-finale della partita contro il Middlesbrough fini 3-3 dopo i tempi supplementari; Chesterfield perse poi il replay 3-0.
Il club retrocesse in Third Division nel 2000, a seguito di una serie di 21 partite senza una vittoria, e il presidente Norton Lea venne sostituito da Darren Brown. L'anno seguente, il Chesterfield fu penalizzato di nove punti per irregolarità finanziarie dopo aver tentato di evitare di pagare al Chester City la tariffa stabilita dalla Federazione per Luke Beckett. Brown cedette il controllo del club nel marzo 2001 e la proprietà passò un gruppo di tifosi organizzato in tutta fretta, il "Chesterfield Football Supporters Society": gli enormi debiti accumulati da Brown costrinsero il club all'amministrazione controllata, mentre Brown fu poi condannato a quattro anni di carcere per reati quali falso in bilancio.
La Second Division, in cui militava il club, fu rinominata Football League One dalla stagione 2004-05: due anni dopo (2006/2007) il Chesterfield venne retrocessa in Football League Two, anche se raggiunse la semifinale del Football League Trophy e il quarto turno della Football League Cup di calcio nello stesso anno. Le tre stagioni successive non hanno visto alcun cambiamento.
Nel campionato 2010-2011 il Chesterfield fu promosso dalla League Two alla League One classificandosi al 1º posto.
Nella stagione 2011-2012 qualificandosi al 22º posto in classifica viene di nuovo retrocessa in League Two.
Nella 2013-2014 il club ottiene la promozione in Football League Two, divenendo con quattro successi la squadra con il maggior numero di vittorie del quarto livello del calcio inglese. Dopo essere risalita fino alla League One, è ridiscesa in Football League Two al termine della stagione 2015-2016. Al termine dell'annata 2017-2018 è precipitata in National League. Nella stagione 2022-2023 conquista un terzo posto in National League, per poi perdere la finale play-off ai calci di rigore contro il Notts County.

## Strutture

### Stadio
Con la vittoria della Football League One nel 2011 per ragioni di capienza il club fu costretto ad abbandonare lo storico stadio chiamato Recreation Ground, comunemente noto come Saltergate, che poteva ospitare 8504 spettatori. Dalla stagione 2011/2012 il Chesterfield gioca le sue partite casalinghe nel B2net Stadium, la cui capienza è di 10.300 spettatori.

## Sponsor tecnici
| Periodo   | Sponsor Tecnici | Sponsor                                       |
| --------- | --------------- | --------------------------------------------- |
| 1976-79   | Bukta           |                                               |
| 1979–82   | Adidas          |                                               |
| 1982-83   | Latif           |                                               |
| 1983-88   | Latif           | Coalite                                       |
| 1988-90   | Bukta           | Coalite                                       |
| 1990-92   | Matchwinner     | Coalite                                       |
| 1992–94   | Matchwinner     | North Derbyshire Health Authority/Gordon Lamb |
| 1994–96   | Matchwinner     | North Derbyshire Health Authority/GK          |
| 1996–98   | Super League    | North Derbyshire Health Authority             |
| 1998-2000 | Super League    | Kenning Autos                                 |
| 2000–01   | Aspire          | Gordon Lamb                                   |
| 2001–02   | TFG             | Gordon Lamb                                   |
| 2002–03   | Turf Sports     | Gordon Lamb/Vodka Kick                        |
| 2003–04   | Uhlsport        | Gordon Lamb/Vodka Kick                        |
| 2004–05   | Branded         | Autoworld/Vodka Kick                          |
| 2005-07   | TFG             | Autoworld/Vodka Kick                          |
| 2007–08   | Lotto           | Vodka Kick                                    |
| 2008–10   | Bukta           |                                               |
| 2010–12   | Respect         | Vodka Kick                                    |
| 2012-2013 | Puma            | Kick Energy                                   |
| 2013-     | Puma            | Napit                                         |

## Allenatori
| | | | |
| - E. Timmeus (1891–1895) - Gilbert Gillies (1895–1901) - E. Hind (1901–1902) - Jack Hoskin (1902–1906) - W. Furness (1906–1907) - George Swift (1907–1910) - G. Jones (1911–1913) - R. Weston (1913–1917) - T. Callaghan (1919) - J. Caffrey (1920–1922) - Harry Hadley (1922) - Harry Parkes (1922–1927) | - Alec Campbell (1927) - Teddy Davison (1927–1932) - Bill Harvey (1932–1938) - Norman Bullock (1938–1945) - Bob Brocklebank (1945–1948) - Bobby Marshall (1948–1952) - Ted Davison (1952–1958) - Duggie Livingstone (1958–1962) - Tony McShane (1962–1967) - Jimmy McGuigan (1967–1973) - Joe Shaw (1973–1976) - Arthur Cox (1976–1980) | - Frank Barlow (1980–1983) - John Duncan (1983–1987) - Kevin Randall (1987–1988) - Paul Hart (1988–1991) - Chris McMenemy (1991–1993) - John Duncan (1993–2000) - Nicky Law (2000–2002) - Dave Rushbury (2002–2003) - Roy McFarland (2003–2007) - Lee Richardson (2007–2009) - John Sheridan (2009–2012) | - Paul Cook (2012–2015) - Danny Wilson (2015-2017) - Gary Caldwell (2017) - Jack Lester (2017-2018) - Martin Allen (2018) - John Sheridan (2019–2020) - John Pemberton (2020) - James Rowe (2020–2022) - Paul Cook (2022-) |

## Palmarès

### Competizioni nazionali
- Third Division North: 2

1930-1931, 1935-1936
- Campionato inglese di quarta divisione: 4  (record nazionale)

1969-1970, 1984-1985, 2010-2011, 2013-2014
- Football League Trophy: 1

2011-2012
- National League: 1

2023-2024

### Competizioni regionali
- Midland Football League Champions: 2

1909-1910, 1919-1920

### Competizioni internazionali
- Coppa anglo-scozzese: 1

1980-1981

### Altri piazzamenti
- Coppa d'Inghilterra:

Semifinalista: 1996-1997
- Campionato inglese di quarta divisione:

Terzo posto: 1994-1995, 2000-2001
- Third Division North:

Secondo posto: 1933-1934
Terzo posto: 1923-1924
- Football League Trophy:

Finalista: 2013-2014

## Record

### Individuali
Presenze: 617 Dave Blaky (1948-1967)
Giocatore più giovane: 16 anni 159 giorni Dennis Thompson
Giocatore più anziano: 40 anni 232 giorni Billy Kidd

### Club
Migliore posizione campionato: 4ª Seconda Divisione
Migliore posizione FA Cup: Semifinale

## Organico

### Rosa 2024-2025
| N. |                             | Ruolo | Calciatore       |
| -- | --------------------------- | ----- | ---------------- |
| 2  | Inghilterra (bandiera)      | D     | George Carline   |
| 3  | Irlanda del Nord (bandiera) | D     | David Buchanan   |
| 4  | Inghilterra (bandiera)      | D     | Josef Yarney     |
| 5  | Inghilterra (bandiera)      | D     | Will Evans       |
| 6  | Inghilterra (bandiera)      | D     | Laurence Maguire |
| 7  | Inghilterra (bandiera)      | C     | Joe Rowley       |
| 8  | Inghilterra (bandiera)      | C     | Curtis Weston    |
| 9  | Paesi Bassi (bandiera)      | A     | Akwasi Asante    |
| 10 | Inghilterra (bandiera)      | A     | Liam Mandeville  |
| 11 | Inghilterra (bandiera)      | A     | Marcus Dinanga   |
| 12 | Inghilterra (bandiera)      | P     | Luke Coddington  |
| 13 | Scozia (bandiera)           | C     | John Fleck       |
| 15 | Inghilterra (bandiera)      | D     | Joel Taylor      |
| 16 | Irlanda (bandiera)          | C     | Jack Clarke      |
| 17 | Inghilterra (bandiera)      | C     | Jak McCourt      |
| 18 | Inghilterra (bandiera)      | A     | Nathan Tyson     |

| N. |                        | Ruolo | Calciatore       |
| -- | ---------------------- | ----- | ---------------- |
| 22 | Giamaica (bandiera)    | D     | Chey Dunkley     |
| 23 | Inghilterra (bandiera) | C     | Jonathan Smith   |
| 24 | Inghilterra (bandiera) | A     | Tom Denton       |
| 26 | Inghilterra (bandiera) | D     | Haydn Hollis     |
| 30 | Inghilterra (bandiera) | D     | Regan Hutchinson |
| 31 | Inghilterra (bandiera) | P     | Dylan Wharton    |
| 32 | Inghilterra (bandiera) | D     | Jordan Cropper   |
|    | Irlanda (bandiera)     | D     | Gavin Gunning    |
|    | Scozia (bandiera)      | D     | Fraser Kerr      |
|    | Tanzania (bandiera)    | A     | Adi Yussuf       |
|    | Inghilterra (bandiera) | D     | Alex Whittle     |
|    | Inghilterra (bandiera) | P     | Grant Smith      |
|    | Inghilterra (bandiera) | C     | Martin Smith     |
|    | Galles (bandiera)      | P     | Adam Przybek     |
|    | Inghilterra (bandiera) | A     | Luke Rawson      |

### Rose delle stagioni precedenti
- 2009-2010
- 2012-2013
- 2013-2014
- 2014-2015